# 圣维森特杜特拉
圣维森特杜特拉是巴西南大河州的一个市镇。总面积195.043平方公里，总人口5569人，人口密度28.6人/平方公里。